# Соединённые провинции Новой Гранады
Соединённые Провинции Новой Гранады (исп. Provincias Unidas de la Nueva Granada) — государство в Южной Америке, существовавшее в 1811—1816 годах.

## Провозглашение независимости от Испании
В 1808 году Наполеон вынудил Карла IV и Фердинанда VII отречься от прав на испанский престол, и сделал королём Испании своего брата Жозефа. Однако это привело к народному восстанию, вылившемуся в затяжную войну. Королевский Верховный совет Кастилии провозгласил королевское отречение не имеющим силы, и носителем высшей власти в стране была объявлена Центральная Верховная Правящая Хунта Королевства. 29 января 1810 года Хунта самораспустилась, передав власть Регентскому совету Испании и Индий.
Весной 1810 года Южной Америки достигли известия о самороспуске Центральной Хунты и создании Регентского совета. В ответ на это на местах стали образовываться хунты, заявлявшие о непризнании Регентского совета. 10 мая была образована Хунта в Картахене-де-Индиас, 3 июля — в Сантьяго-де-Кали, 4 июля — в Памплоне, 9 июля — в Сокорро. 20 июля в столице вице-королевства Новая Гранада Санта-Фе-де-Боготе на открытом народном собрании была избрана Верховная Народная Хунта Новой Гранады, которая 26 июля объявила о непризнании Регентского совета.

## Соединённые Провинции
Хунта в Боготе, несмотря на своё название, контролировала только город; многие местные хунты не желали подчиняться бывшей столице вице-королевства. В декабре 1810 года состоялся съезд представителей повстанцев, но так как на съезд собрались представители лишь шести провинций (Антьокия, Картахена, Касанаре, Памплона, Тунха и Попаян), то он не смог выработать конституции.
27 ноября 1811 года в Тунхе состоялся второй съезд, на котором представители провинций Антьокия, Картахена, Нейва, Памплона и Тунха подписали Акт о Федерации Соединённых Провинций Новой Гранады. Акт провозглашал автономию, суверенитет и равенство провинций. «Федералистам» противостояли «централисты» из провинций Богота и Чоко, отстаивавшие концепцию сильной централизованной власти, они не стали подписывать Акт. Провинция Кундинамарка отозвала своих представителей; впоследствии она провозгласила независимость. Часть провинций Новой Гранады осталась верной Испании. Изначально Соединённые Провинции управлялись Конгрессом, председателем которого был Камило Торрес Тенорио.
Разногласия между «централистами» и «федералистами» привели к первой гражданской войне в истории Колумбии. В 1813 году «централисты» подписали с «федералистами» согласие об объединении сил против общего врага — Испании. Генерал Антонио Нариньо был направлен на юг, но потерпел поражение от роялистов и попал в плен. Воевавший на стороне Соединённых Провинций Симон Боливар в 1813 году сумел получить под своё командование часть войск, с которыми отправился в Венесуэлу чтобы изгнать роялистов со своей родины. После провала похода он вернулся в Соединённые Провинции и сумел помочь им отбить Кундинамарку и разгромить роялистов, однако из-за разногласий с правительством Соединённых Провинций был вынужден уехать на Ямайку. После побед над роялистами в октябре 1814 года была создана исполнительная власть — Триумвират — в который вошли: 
- Мануэль Родригес Торисес, президент Государства Картахена
- Хосе Мануэль Рестрепо Велес, государственный секретарь Антьокии
- Кустодио Гарсиа Ровира, губернатор провинции Сокорро

В связи с тем, что в момент избрания эти люди находились на своих постах, их временно заменили члены Конгресса:
- Хоакин Камачо, представитель провинции Тунха
- Хосе Мария дель Кастильо-и-Рада, представитель провинции Картахена
- Хосе Фернандес Мадрид, представитель провинции Картахена

В январе 1815 года, после того, как Боливар взял Боготу, Триумвират переместился туда, и временно исполняющие обязанности члены Конгресса были заменены избранными членами Триумвирата, однако Рестрепо Велес отказался войти в его состав и был заменён на губернатора провинции Богота Хосе Мигеля Пея. В июле 1815 года подал в отставку Гарсиа Ровира, и был заменён на Антонио Вильявисенсио. В ноябре 1815 года состоялись выборы президента Соединённых Провинций, которым стал Камило Торрес Тенорио.

## Восстановление власти Испании
В 1815 году Испания отправила на подавление выступлений в американских колониях крупнейший в своей истории экспедиционный корпус под командованием Пабло Морильо. В 1815 году после 107-дневной осады пала Картахена, а в мае 1816 года, после того как Морильо взял Боготу, Тенорио ушёл в отставку, и Конгресс попросил взять на себя обязанности президента Хосе Фернандес Мадрида. В июне он также подал в отставку, и Постоянный Законодательный Комитет назначил президентом Гарсиа Ровиру, в связи с отсутствием которого обязанности президента стал исполнять вице-президент Либорио Мехия Гутьеррес. Восемь дней спустя Либорио Мехия передал президентство Гарсиа Ровире. Через десять дней Гарсиа Ровира был схвачен испанцами.
Генерал Мануэль Вальдес собрал в Арауке лидеров с различных фронтов, и 16 июля эта ассамблея выбрала преемником Гарсиа Ровиры Фернандо Серрано. Два месяца спустя командование антииспанскими силами принял на себя венесуэлец Хосе Антонио Паэс, который сместил Серрано с поста президента. К этому времени почти вся территория Новой Гранады была завоёвана испанцами, у Соединённых Провинций не осталось ни территории, ни вооружённых сил.